# Катаринине ливаде
Катаринине ливаде су археолошки локалитет праисторијског насеља на обали Дунава, код Бољетина, на око 500m низводно од Лепенског Вира.
Керамички налази откривени приликом мањих сондажних истраживања указују да се на том месту налазило насеље из периода позног енеолита, односно културе групе Коцофени.